# Octobre 1918

## Événements
- France : lancement par l'État du quatrième emprunt de la Défense nationale appelé emprunt de la victoire.
- Syrie : Fayçal installe un gouvernement arabe à Damas qui entend avoir autorité sur l'ensemble de la région. La tension s'installe entre Français et Arabes. Allenby partage les régions syro-palestiniennes en trois zones militaires sous son autorité ; britannique (Palestine), arabe (de Damas à Alexandrette) et française (Liban).

- 1er octobre :
  - France : épidémie de grippe espagnole qui fait plus de 1 000 morts en une semaine.
  - Aidé par les Arabes (Lawrence et Fayçal), Allenby entre dans Damas. Un gouvernement provisoire est constitué et Hussein est proclamé « roi des Arabes ».

- 2 octobre : le 15e corps d'armée français libère Saint-Quentin, tandis que les troupes britanniques libèrent Armentières.

- 3 octobre : le prince héritier Maximilien de Bade forme un nouveau gouvernement en Allemagne. La demande d'armistice est adressée aux États-Unis dans la soirée.

- 4 octobre : 
  - le socialiste Victor Adler fait voter au Reichsrat de Vienne une résolution qui reconnaît à tous les peuples de l'empire austro-hongrois le droit à l'autodétermination.
  - Deuxième phase de l'offensive franco-américaine en Argonne.

- 5 octobre : 
  - le chancelier Maximilien de Bade annonce au Reichstag l'instauration d'un régime parlementaire et l'introduction du suffrage universel en Prusse.

- 6 octobre : 
  - France : retour à l'heure normale.
  - La France occupe le littoral libanais et prend position à Beyrouth puis à Tripoli.

- 8 au 10 octobre : deuxième bataille de Cambrai.

- 10 octobre : Xu Shichang, président de la République de Chine.

- 13 octobre : la 10e armée française, commandée par le général Mangin, libère Laon.

- 14 octobre : 
  - le grand vizir ottoman, Ahmed Izzet Pacha, charge le général Townshend, capturé à Kut en 1916, de porter à l'amiral Cathorpe, commandant de l'escadre britannique en Égée, une demande d'armistice.
  - un corps expéditionnaire composé de 570 soldats britanniques et indiens vainc les forces soviétiques dans le village de Dushak (en), au Turkestan, infligeant 1 000 victimes aux bolcheviques, tout en perdant 60 hommes, auxquels il faut ajouter 180 blessés[1].

- 17 octobre : 
  - l'armée française d'Orient occupe Sofia.
  - la 5e armée britannique libère Lille que l'armée allemande a été contrainte d'évacuer.

- 18 octobre : l'empereur Charles Ier d'Autriche annonce dans un manifeste la transformation de l'Autriche-Hongrie en un État fédéral, sans toucher au statut du Royaume de Hongrie.

- 19 octobre : suspension des négociations de Salzbourg par une décision austro-hongroise unilatérale.

- 20 octobre : création de l'armée du Danube sous les ordres du général Henri Berthelot.
- 23 octobre : déclaration d'indépendance tchèque à Washington, D.C.

- 24 octobre : 
  - les Monts-de-piété deviennent Caisses de Crédit municipal et étendent leurs activités aux comptes de dépôt à vue.
  - Beniah Bowman devient le premier député ouvrier en remportant l'élection partielle de Manitoulin à l'Assemblée législative de l'Ontario.

- 24 - 29 octobre : offensive italienne victorieuse à Vittorio Veneto. Les Autrichiens refluent sur tous les fronts.

- 25 octobre :
  - Canada : Pierre-Basile Mignault devient juge à la cour suprême.
  - Chute d'Alep.
  - Trois partis d'opposition, le parti radical, le parti social-démocrate et le parti d'indépendance du comte Károlyi forment en Hongrie le Conseil national.
  - Albert Ier, roi des Belges, fait son entrée à Bruges.

- 27 octobre : les négociations s'ouvrent dans la rade de Moúdros.

- 28 octobre : 
  - Proclamation de la Première République tchécoslovaque par le Comité national tchèque à Prague. Accord de Pittsburgh signé par Tomáš Masaryk avec des émigrants slovaques aux États-Unis, garantissant à la Slovaquie un statut autonome dans la future Tchécoslovaquie.
  - Création des jeunesses communistes en Russie.

- 29 octobre : 
  - Armistice de Salonique.
  - Le gouvernement austro-hongrois demande l'armistice à l'Italie.
  - Le Conseil national slovène annonce sa séparation avec l'Autriche pour former un État avec les Croates et les Serbes.

- 30 octobre :
  - Signature de la convention de Moúdros qui démobilise immédiatement l'armée ottomane. Confiscation de la flotte, reddition des forces actives dans les régions arabes et évacuation de la Transcaucasie. La circulation dans les Détroits est libre et la région est occupée par les Alliés. Tous les moyens de communications ottomans sont rendus libres d'utilisation aux Alliés. L'article 7 permet aux vainqueurs d'occuper certains points stratégiques de leur choix.
  - Indépendance du Yémen.
  - Début de la Révolution allemande. La marine allemande se mutine à Kiel. Abdication de Guillaume II.
  - Le Conseil national hongrois est porté au pouvoir par la « révolution des Asters ». Début du gouvernement de coalition du comte Mihály Károlyi en Hongrie.

- 31 octobre :
  - La Turquie signe l'armistice à Moúdros.
  - Allemagne : le Conseil des ministres se prononce pour l'abdication de Guillaume II d'Allemagne.
- Les forces de Franchet d'Esperey marchent vers la Hongrie.
- Début de l'épidémie de grippe espagnole qui va faire plus de 20 millions de morts (fin en 1920). Elle fait plus de 100 000 victimes au Portugal.
- Réforme constitutionnelle en Allemagne transformant l'Empire en régime parlementaire.

## Naissances
- 4 octobre : Giovanni Cheli, cardinal italien, président émérite du Conseil pontifical pour les migrants († 8 février 2013).
- 16 octobre : Henri Vernes, romancier belge, créateur de Bob Morane († 25 juillet 2021).
- 17 octobre : Rita Hayworth, actrice américaine († 14 mai 1987).
- 22 octobre : René de Obaldia, dramaturge et poète français († 27 janvier 2022).
- 25 octobre : Han Moo-sook, auteure sud-coréenne († 30 janvier 1993).

## Décès
- 2 octobre : Émile Moselly, écrivain régionaliste français, prix Goncourt 1907 (° 12 août 1870).
- 5 octobre : Roland Garros, pionnier de l'aviation français (° 6 octobre 1888).
- 9 octobre : Raymond Duchamp-Villon, sculpteur français (° 5 novembre 1876).
- 16 octobre : Charles Gill, poète québécois (° 21 octobre 1871).
- 18 octobre : 
  - Pierre-Évariste Leblanc, lieutenant-gouverneur du Québec (° 10 août 1853).
  - Nicolas Rouszki, général russe fusillé par la Tcheka (° 18 mars 1854).
- 25 octobre : Amadeo de Souza-Cardoso, peintre portugais (° 14 novembre 1887).
- 26 octobre : César Ritz, hôtelier et entrepreneur suisse (° 23 février 1850).
- 31 octobre : Egon Schiele, peintre autrichien (° 12 juin 1890).